# Nódalo
Nódalo es una localidad española del municipio de Golmayo, perteneciente a la provincia de Soria, en la comunidad autónoma de Castilla y León.

## Geografía
Pueblo de la comarca de Soria y del partido judicial de Soria, se encuentra a una altitud de 1090 m sobre el nivel del mar, al pie de la sierra de Cabrejas y la sierra de Inodejo. Transcurre por el río Sequillo, un afluente del río Ucero, que a su vez es un afluente del río Duero. Al norte del núcleo urbano se encuentra un bosque de encinas, mientras que al sur se encuentra un monte.

## Historia
El Censo de Pecheros de 1528, en el que no se contaban eclesiásticos, hidalgos y nobles, registraba la existencia de 15 pecheros, es decir unidades familiares que pagaban impuestos. Pertenecía a la Comunidad de villa y tierra de Calatañazor.
A la caída del Antiguo Régimen la localidad se constituye en municipio constitucional en la región de Castilla la Vieja, partido de Soria  que en el censo de 1842 contaba con 41 hogares y 164 vecinos.
A finales del siglo XX este municipio desaparece porque se integra en Golmayo, contaba entonces con 21 hogares y 84 habitantes.

## Demografía
| Gráfica de evolución demográfica de Nódalo entre 1842 y 1960 |
| |
| Población de derecho según los censos de población del INE Población de hecho según los censos de población del INEEntre el censo de 1970 y el anterior, este municipio desaparece porque se integra en el municipio 42095 (Golmayo) |

En el año 1981 contaba con 84 habitantes, concentrados en el núcleo principal, pasando a 11 habitantes (INE 2000) y a 11 en  2014. Su ayuntamiento se halla agrupado al de Golmayo.

## Economía
El primer sector agrupa aproximadamente el 100% de las actividades económicas en Nódalo, siendo la agricultura la actividad económica más popular.
Los alimentos más cultivados en Nódalo son el trigo y los girasoles.

## Lugares de interés
- Iglesia parroquial de San Miguel, iglesia románica de mitad del siglo XII, edificada en honor de San Miguel Arcángel. Una parte se desmoronó en 1963.
- Ermita de San Lorenzo, en ruinas.
- Villa romana junto a la ermita de San Lorenzo que constituyó el actual despoblado de Casarejos.
- Castro de El Castillejo castro celtibérico.

## Fiestas
- San Lorenzo, fiestas patronales celebradas el 9 y 10 de agosto.
- San Miguel Arcángel, 29 y 30 de septiembre.
- San Baudelio, 20 de mayo.
- La calçotada, fiestas recientemente adoptadas, en las que se comen calçots. Celebrada normalmente en torno a marzo y abril, por ser la época del año en la cual se cultivan estas hortalizas.

## Personas notables
- Miguel Ángel López Marcos, arqueólogo (1963-actualidad)
- Plácido Verde, canónigo (1873-1936)
- Eduardo Verde, músico